# Furore (programma televisivo)
(Alessandro Greco dopo che un VIP rispondeva correttamente a uno dei suoi quesiti)
Furore è stato un programma televisivo italiano di genere game show musicale, basato sul format francese La Fureur, andato in onda su Rai 2 inizialmente dal 16 maggio 1997 al 10 agosto 2001, con un primo ritorno dal 23 maggio al 25 luglio 2003 ed un successivo dal 31 marzo al 28 giugno 2017 col titolo Furore 20 years. Alessandro Greco ha presentato le edizioni dal 1997 al 2001 e quella del 2017, che vedeva anche la partecipazione di Gigi e Ross, mentre Daniele Bossari con Giacomo Valenti ha condotto l'edizione 2003.
La scenografia era curata da Gaetano Castelli fino al 2003 mentre nel 2017 da Giuseppe Chiara, il coreografo della trasmissione era Saverio Ariemma (sostituito nel 2017 da Martina Nadalini e Roberto Carrozzino), il direttore musicale era Stefano Palatresi (che sostituì nel 1997 Pinuccio Pirazzoli) e poi dal 2017 Luca Chiaravalli, infine, la costumista era inizialmente Graziella Pera nella prima edizione, mentre nelle restanti è stata Daniela Rossi, sostituita nel 2017 da Patrizia Peluso.
Il programma andava in onda dall'Auditorium del Centro di produzione Rai di Napoli dal 1997 al 2000 e nel 2003, spostandosi al PalaCasoria di Casoria (Napoli) solo nel 2001. Nel 2017 va in onda dal Centro di produzione Rai di Milano. Lo storico giorno di messa in onda è il venerdì (salvo qualche eccezione: tre puntate nel 1997 e una nel 2017 andate in onda alla domenica, due puntate nel 2000 e una nel 2017 al mercoledì e due puntate nel 2001 al martedì). L'orario di messa in onda erano le 20:50 fino al 2001, spostato poi alle 21:00 nel 2003 e alle 21:20 nel 2017.
La prima edizione è stata prodotta dalla Aran, le restanti dalla Grundy Productions Italy, mentre la più recente da Endemol Shine Italy.

## Il programma

### Storia
Il programma, importato in Italia nel 1997 dal collaudato format francese La Fureur, è stato voluto dall'allora direttore di Rai 2 Carlo Freccero ed affidato al team di autori di Carràmba! Che sorpresa, Raffaella Carrà, Sergio Japino, Giovanni Benincasa e Fabio Di Iorio. Alla conduzione fu scelto l'allora semisconosciuto Alessandro Greco, al tempo solo venticinquenne, che rimarrà al timone del programma fino al 2001, per cinque edizioni.
Tuttavia dopo la prima edizione la Carrà e Japino lasciano il cast della trasmissione, ma il programma continua ad essere sempre molto seguito grazie anche alle capacità del conduttore e dei nuovi autori (Cristiano Minellono e Massimo Pasquali dal 1998 al 1999 e Massimo Pasquali, Paolo Ferrajolo e Paolo Lizza dal 2000), in grado di portare piccole innovazioni e nuovi giochi nel corso delle edizioni pur mantenendo invariata la formula che unisce musica e divertimento nella competizione canora tra i VIP. Il successo ha portato nel 1998 e nel 1999 a realizzare degli speciali di inizio/fine stagione chiamati SuperFurore in onda dai palazzetti dello sport di Napoli e del Sestriere per contenere molto più pubblico di uno studio televisivo.
La quinta edizione del 2001 subì un notevole calo di telespettatori, motivo per cui il programma non venne riproposto l'anno seguente, tornando nel 2003 con la nuova conduzione di Daniele Bossari affiancato dal "provocatore" Giacomo "Ciccio" Valenti. Gli ascolti non furono incoraggianti, quindi il programma venne definitivamente chiuso.
Nel 2017, in occasione dei venti anni dall'esordio, il programma torna su Rai 2 con la storica conduzione di Alessandro Greco a distanza di quasi 16 anni dall'ultima puntata condotta, affiancato da Gigi e Ross in veste di supporter delle due squadre. I nuovi autori sono Tiziana Martinengo, Luca Zanforlin, Cecilia Tanturri e Clarita Ialongo.

### Format
In questo programma d'intrattenimento, due squadre (uomini il cui simbolo è una stella, contro donne il cui simbolo è un cuore), ognuna formata da cinque VIP (sei nella prima edizione) di cui uno per parte è il capitano, si sfidavano in una gara fatta di musica, canzoni e karaoke al termine della quale una delle due veniva decretata vincitrice in base ai punti conquistati nei vari giochi ed assegnati dall'insindacabile giudizio del conduttore-arbitro della sfida. Talvolta le due squadre erano identificate in due categorie distinte (ad esempio Attori contro Attrici) creando così maggiore competizione. Come intermezzo fra un gioco ed un altro venivano fatti esibire gli ospiti musicali della puntata.
Particolare la conduzione del programma, dove a seconda dei casi, il conduttore-arbitro seduto dietro ad una postazione con un monitor e il classico microfono anni '70, cercava di tenere a bada o di stimolare le due fazioni di concorrenti. Talvolta inquadrato durante la performance canora delle squadre, il conduttore dava una sua impressione usando gesti o la mimica facciale. Iconico inoltre il lancio del foglietto da parte del conduttore dopo aver letto la domanda da porre ai concorrenti.
Sapiente anche l'uso della grafica da parte della regia, attraverso scritte o simboli mandati in video durante le performance delle squadre o in qualsiasi momento della gara, volta ad esaltare l'atmosfera del programma.
A fare da contorno alla gara musicale vi era un folto e rumoroso pubblico di tifosi, l'orchestra diretta da Stefano Palatresi, che ha sostituito Pinuccio Pirazzoli dopo la prima edizione, e un corpo di ballo composto da otto-nove ballerine. L'orchestra scompare nel 2017, sostituita da quattro coriste dirette dal maestro Luca Chiaravalli.

### Sigla
Marchio di fabbrica del programma era la sigla, ballata da tutto lo studio all'inizio di ogni puntata per instaurare sin da subito un clima da discoteca. Dopo i titoli di testa una voce fuori campo presentava i concorrenti delle due squadre e chiamava in studio il noto presentatore televisivo accompagnato dal corpo di ballo con il quale eseguiva il classico balletto. Il balletto veniva eseguito battendo una per volta ed alternativamente due volte il pugno sulla mano, portando poi le mani alle spalle e infine alzando le braccia.
La sigla della trasmissione si intitolava Furore, furore ed era cantata dallo stesso Alessandro Greco.

### Giochi
- Canzone interrotta: gioco effettuato in tutte le edizioni. Le due squadre dovevano cantare una canzone su una base registrata; a un certo punto, la base era interrotta e loro dovevano continuare a cantare mantenendone il ritmo. Al termine della prova, la squadra che aveva interpretato e cantato meglio guadagnava il punto.
- Il karaoke arcobaleno/Karaoke colorato/Canzone colorata: gioco effettuato in tutte le edizioni. Ogni componente della squadra aveva sul microfono un pompon (o un accessorio da carnevale) colorato e, a seconda del colore sullo sfondo del frammento di canzone che essi dovevano cantare, a cantare doveva essere colui/colei che aveva il pompon dello stesso colore; se sullo sfondo dello schermo c'era l'arcobaleno, i cinque dovevano cantare insieme. Nell'edizione 2001, l'arcobaleno era sostituito dalla schermata bianca; ciò significava che il pubblico doveva cantare quella parte di canzone.
- Disco per l'estate: gioco effettuato nelle edizioni dal 1997 al 2000. Stefano Palatresi, direttore musicale in tutte le edizioni, suonava quattro brani e vinceva chi riusciva a elencarne i titoli da quello della canzone più vecchia a quello di quella più nuova.
- Indietro nel tempo: gioco simile al precedente, ma effettuato solo nelle edizioni del 2001 e del 2003. Qui, invece, Palatresi suonava cinque canzoni che hanno occupato i primi cinque posti nella classifica dei dischi venduti in un determinato anno; vinceva chi riusciva a elencare i cinque dischi dal meno venduto al più venduto.
- Canzoni e Copertine: gioco effettuato nella sola edizione 1997. In questo gioco, il conduttore faceva vedere la copertina di un vecchio 45 giri e le due squadre prenotandosi al pulsante dovevano indovinare il titolo della canzone contenuta nel disco. Al termine della prova, la squadra che aveva indovinato più canzoni, vinceva il punto.
- L'intruso: gioco effettuato nelle edizioni dal 1997 al 1999. In questo gioco, il conduttore faceva alcune affermazioni riguardanti il mondo della musica e le due squadre prenotandosi al pulsante dovevano dire qual era l'affermazione errata.
- Tiro alla palla: gioco effettuato nelle edizioni del 1999 e del 2000. Esso aveva due "versioni": la prima consisteva nel colpire con delle palline (gialle per i maschi e rosse per le femmine) i mammozzi (bersagli) intonando una canzone, mentre la seconda consisteva nel colpire gli stemmi dei minipunti (stelle per i maschi e cuori per le femmine) sul tavolo della squadra avversaria, sempre intonando una canzone.
- Si dice che...: gioco presente nella sola edizione 2003. In questa prova, i VIP, dopo che Ciccio Valenti aveva letto un fatto di gossip al quale era abbinata la domanda, dovevano prenotarsi al pulsante e dare la risposta esatta.
- Parole vietate: gioco utilizzato nelle edizioni dal 1997 al 2001. In questo gioco, le due squadre dovevano cantare una canzone senza dire le parole che iniziavano con una lettera fornita dal conduttore. Al termine della prova, la squadra che ha cantato meglio e che ha detto meno parole vietate vincerà il punto.
- Cambio di vocale: gioco presente nella sola edizione 1999. I VIP dovevano cantare regolarmente una canzone, finché non appariva una vocale sulla tabella del karaoke, e tutte le vocali dovevano essere sostituite da quella.
- Catena di canzoni: gioco effettuato nelle edizioni dal 1997 al 1999. Alessandro Greco diceva una parola con cui iniziava una canzone e, dopo che i VIP ne avevano cantato una parte, egli li fermava quando essi erano arrivati a una parola con cui sarebbe iniziata una seconda canzone.
- Toni di colore: gioco tenutosi nella sola edizione 1999. In questo gioco, per alcuni versi simile al karaoke arcobaleno, la squadra maschile doveva cantare leggendo una schermata blu, quella femminile doveva cantare leggendo una schermata rosa. Mentre cantavano, le due squadre dovevano mantenere un tono di voce che fosse il più alto possibile. Nel frattempo, apparivano sullo schermo due frecce, una blu per i maschi e una rosa per le femmine, che si alzava e si abbassava calcolando il loro tono di voce su una tabella numerica. Vinceva la squadra che, al termine della propria canzone, aveva mantenuto il proprio tono di voce più alto.
- Cara cyclette: gioco presente nella sola edizione 2000. Un VIP per squadra era scelto da Alessandro Greco per via della sua resistenza fisica, e doveva seguire il ritmo di una canzone pedalando su una cyclette, mentre gli altri quattro cantavano la canzone accanto a lui.
- La bottega del rigattiere: gioco tenutosi nelle edizioni dal 1997 al 2003. In questo gioco, il conduttore mostrava alcuni oggetti che rappresentano titoli di canzoni. Le due squadre di VIP dovevano prenotarsi ed indovinare il titolo della canzone abbinata all'oggetto mostrato. Al termine della prova, la squadra che indovinava più canzoni vinceva il punto.
- Gatta da pelare: gioco presente nella sola edizione 2000. Una gatta di peluche era messa sul tavolo di una delle due squadre e, al ritmo di una canzone, i VIP dovevano portarla sul tavolo della squadra avversaria, che, a sua volta, doveva portarla sul tavolo della squadra da cui era partita, finché non scadeva il tempo. Quando il tempo scadeva, il VIP che si trovava con la gatta in mano doveva aprire il pupazzo ed estrarvi un accessorio da carnevale con cui avrebbe pagato la penitenza con i suoi compagni/e di squadra. Nell'edizione 2003, questo gioco fu riproposto con un pacco al posto della gatta, il quale, però, non conteneva niente che avrebbe fatto pagare la penitenza alla squadra perdente.
- Canzoni mimate: gioco presente nelle edizioni dal 1997 al 2003. In questo gioco, due componenti per squadra o un mimo, dovevano mimare dei titoli di canzoni, e farli indovinare agli altri prenotandosi al pulsante. La squadra che avrà indovinato il maggior numero di canzoni, guadagnerà un punto.
- A tempo di musica: gioco della sola edizione 2001. In questo gioco le due squadre dovevano indovinare in due minuti il titolo di venti canzoni, con sequenze di dieci secondi. Al termine della prova, la squadra che aveva indovinato il maggior numero di canzoni vinceva il punto.
- Indovina la canzone: gioco effettuato nella sola edizione 2003. In questo gioco le due squadre VIP dovevano indovinare, prenotandosi al pulsante, il titolo di una canzone le cui lettere venivano scoperte una alla volta. Al termine della prova, la squadra che aveva indovinato il maggior numero di canzoni vinceva il punto.
- Canzoni sbagliate: gioco effettuato nelle edizioni dal 2000 al 2003. I VIP cantavano canzoni in cui figuravano parole sbagliate e la squadra avversaria doveva individuare queste parole sbagliate. Vinceva il gioco chi ne indovinava di più.
- L'appello: gioco tenutosi nelle edizioni dal 2000 al 2007. I VIP chiamati per "cognome" dovevano intonare un frammento di canzone, e solo i due più intonati per ogni squadra potevano accedere alla seconda manche. Vinceva il gioco chi cantava meglio la canzone di quest'ultima.
- Playback: gioco delle edizioni dal 2000 al 2007. I VIP dovevano vedere un filmato con un cantante che cantava una canzone. A metà canzone, il sonoro veniva tolto e loro dovevano intonare il resto della canzone osservando attentamente le labbra del cantante.
- Canzoni figurate: gioco effettuato nella sola edizione 2000. I VIP dovevano cantare una canzone le cui parole, sulla schermata del karaoke, erano sostituite, quando possibile, da immagini.
- Balli lenti: gioco presente nella sola edizione 2001. I cinque membri di una squadra dovevano indossare degli occhiali da piscina con lenti scure, per poi ballare un lento coi cinque membri della squadra avversaria e toccarli per capire chi erano. Alla fine, coloro che avevano indossato gli occhialini dovevano dire con chi avevano ballato.
- La parola mancante: gioco presente nella sola edizione 2001. Il gioco consisteva nel cantare una canzone di cui alcune parole, sulla schermata del karaoke, erano sostituite da striscioline bianche. Intonando il brano, i VIP dovevano suonare un campanello elettronico in sostituzione alle parole sopra citate. Vinceva chi suonava il campanello più volte.
- Tira e mira: gioco simile al Tiro alla palla, ma svolto nella sola edizione 2003. I capitani delle due squadre dovevano avvolgere un set di quattro canestri intorno alla loro vita. Ogni canestro aveva un colore diverso e corrispondeva a un cantante diverso. A seconda della canzone che i VIP sentivano, costoro dovevano buttare le palle del colore corrispondente al cantante che cantava nel canestro corrispondente allo stesso cantante.
- Palloni gonfiati: gioco effettuato solo nell'edizione 2003. Era uno dei pochi giochi non musicali della trasmissione. Infatti, esso consisteva nel far scoppiare dei palloncini che piovevano dal soffitto dello studio televisivo. In sette di essi c'erano dei biglietti con su scritti indizi relativi a un personaggio famoso. Vinceva la squadra che indovinava il personaggio in questione.
- Canzoni a luci rosse: gioco presente nella sola edizione 2003. In questo gioco, due VIP, entrambi in pigiama e sdraiati su un letto, dovevano cantare una canzone simulando una scena d'amore. Vinceva il più espressivo.
- Medley: gioco della sola edizione 2003. Questo gioco consisteva semplicemente nel cantare un medley di cinque brani (i membri delle due squadre dovevano interpretarlo tutti insieme). Al termine del medley, bisognava elencare i titoli delle cinque canzoni eseguite. Vinceva la squadra del VIP che riusciva a elencarli tutti.
- Disegna la canzone: gioco fatto nella sola edizione 2003. In questo gioco, un VIP per squadra doveva disegnare il titolo di una canzone e tutte e due le squadre dovevano cercare di indovinare il titolo prenotandosi al pulsante.
- Il ribaltone: gioco presente nella sola edizione 2003. Questo gioco, ubicato sempre in fondo alla puntata, consisteva nell'indovinare gli interpreti delle canzoni, di cui Daniele Bossari diceva i titoli, nell'arco di mezzo minuto. Ogni canzone valeva un punto e vinceva la squadra che indovinava più cantanti.
- Tocca e tocca: gioco simile al precedente, ma proposto solo in due puntate dell'edizione 2003. In questa versione, un VIP per squadra veniva scelto perché selezionasse un membro del pubblico di sesso diverso dal suo. A risolvere i quesiti posti da Daniele Bossari, sarebbe stato lo spettatore (o la spettatrice) scelto/a mentre il VIP cercava di distrarlo/a. Vinceva la squadra del VIP il cui spettatore/spettatrice indovinava gli interpreti di più brani in 60 secondi. A differenza di quanto accadeva nel Ribaltone, qui la squadra vincitrice otteneva un punto solo.
- Lo sfottò: gioco proposto nelle edizioni 1999 e 2000. Non si trattava di un vero e proprio gioco perché non c'erano punti in palio. Era invece un intermezzo fra un gruppo di giochi e un altro ubicato a metà puntata, durante il quale un VIP doveva dire qualcosa di ironico su un membro della squadra avversaria.
- Hit, hit, hurrà: gioco della sola edizione 2003. In questo gioco, due VIP per squadra dovevano andare nel tavolo della squadra avversaria dove disturbati dai concorrenti dovevano suonare un kazoo e far indovinare il maggior numero di canzoni alla propria squadra. Al termine della prova, la squadra che ha indovinato più canzoni, vinceva il punto.
- L'ospite straniero: gioco proposto nelle edizioni dal 1997 al 2001. In questo gioco, una persona straniera cantava delle canzoni nella sua lingua madre, e le squadre prenotandosi al pulsante, dovevano dire il titolo corrispondente alla canzone cantata. La squadra che ha indovinato più canzoni, al termine della prova, vinceva il punto.
- Strega Strega: gioco introdotto nell'edizione 2017. In questo gioco, i componenti di tutte e due le squadre, devono correre verso un microfono fatto scendere dall'alto non appena viene chiamato il colore di appartenenza ed indovinare una canzone cantata dalle coriste dicendo titolo ed interprete. Le canzoni cantate sono cinque e chi ne indovina di più vince il punto.
- Canta TV: altro gioco introdotto nell'edizione 2017. In questo gioco, le due squadre devono cantare una canzone appartenente ad una sigla TV o ad un cartone animato. Al termine della prova, la squadra che ha cantato meglio guadagnerà un punto.
- VIP Sync: novità dell'edizione 2017. In questo gioco, due rappresentanti per squadra devono cantare in playback il pezzo di un artista seguendone i movimenti e vestendosi come l'originale. Al termine della prova, chi avrà interpretato meglio l'artista guadagnerà un punto.
- Alti vs Bassi: gioco dell'edizione 2017. In questo gioco, le due squadre devono cantare una canzone con le voci camuffate e storpiate con toni alti per gli uomini e bassi per le donne. Al termine della prova, la squadra che ha cantato meglio guadagnerà un punto.
- Identisong: gioco inserito nel 2017. In questo gioco, due rappresentanti per squadra devono indovinare il titolo e l'interprete di una canzone ascoltando un solo strumento del pezzo o la canzone rallentata o l'introduzione musicale oppure avendo a disposizione alcuni indizi come una frase del testo. Il primo a prenotarsi suonando una campanella ha diritto a rispondere. Al termine della prova, la squadra che ha indovinato più brani vince il punto.
- Famolo straniero: gioco dell'edizione 2017. In questo gioco, le due squadre devono cantare una canzone straniera. Al termine della prova, la squadra che ha cantato meglio guadagnerà un punto.
- Ballo della Scopa: gioco dell'edizione 2017. In questo gioco, ogni membro delle due squadre dei VIP deve ballare in coppia con un VIP della squadra opposta, poi, una volta consegnato un limone da Gigi & Ross, il VIP deve cambiare compagno di ballo, consegnandolo ad un altro VIP e così via.
- La Sfida Dance: gioco introdotto nell'edizione 2017. In questa prova, due VIP per squadra devono ballare sulle note di una canzone, immedesimandosi in una determinata situazione indicata dal conduttore (es.: Sei sul bus e ti scappa, Cowboy sexy, Sei stato appena licenziato, ecc.). Al termine della prova, il VIP che avrà ballato meglio vincerà il punto.
- Per chi suona la campana: gioco introdotto nell'edizione 2017. In questo gioco, Gigi & Ross scelgono due VIP per squadra i quali, seduti su una sedia devono ascoltare una canzone cantata dalle coriste o trasmessa dalla regia e poi correre verso una campana indovinando titolo ed interprete. Ad ogni errore, si regala un punto alla squadra avversaria e la squadra che indovina più canzoni vince il punto.
- Falò Karaoke: gioco introdotto nell'edizione 2017. In questo gioco, le due squadre VIP devono cantare una canzone ricreando l'atmosfera del falò in spiaggia. Al termine della prova, chi avrà cantato meglio vincerà il punto.
- Conchiglie Musicali: gioco introdotto nell'edizione 2017. In questo gioco, due VIP per squadra devono scegliere una delle sei conchiglie colorate che può contenere un bonus di un punto o un malus di un punto oppure fare una determinata prova (coreografia, indovinello). Ad ogni prova superata, la squadra vincerà un punto.
- Tutti ballano Furore: gioco introdotto nell'edizione 2017. In questa prova finale, le due squadre devono cantare una canzone e ballarla sulla pista o sul bancone. Il gioco vale tanti punti quant'è la differenza tra le due squadre, assegnando la vittoria della puntata.

I giochi citati sopra avevano un'unica manche. In quelli che ne avevano di più, non c'era solo il punto, ma anche il minipunto (una stella per gli uomini e un cuore per le donne) e la squadra che aveva più minipunti dopo tutte le manche previste (il cui numero poteva variare da due a sei) otteneva il punto vero e proprio.
In alcuni giochi, al termine della prova, la squadra che aveva perso doveva subire una penitenza.
Da notare che l'ordine in cui i giochi venivano presentati poteva cambiare di puntata in puntata anche all'interno di un'unica edizione. Sempre all'interno di un'unica edizione, gli stessi giochi potevano alternarsi a vicenda. In ogni puntata, venivano proposti tredici giochi.

## Edizioni
| Edizione | Inizio           | Fine             | Puntate | Conduzione                          |
| -------- | ---------------- | ---------------- | ------- | ----------------------------------- |
| 1ª       | 16 maggio 1997   | 20 giugno 1997   | 6       | Alessandro Greco                    |
| 2ª       | 31 agosto 1997   | 28 novembre 1997 | 7       | Alessandro Greco                    |
| 3ª       | 26 dicembre 1997 | 24 aprile 1998   | 16      | Alessandro Greco                    |
| 4ª       | 1º gennaio 1999  | 4 giugno 1999    | 15      | Alessandro Greco                    |
| 5ª       | 21 gennaio 2000  | 7 giugno 2000    | 14      | Alessandro Greco                    |
| 6ª       | 17 aprile 2001   | 17 agosto 2001   | 10      | Alessandro Greco                    |
| 7ª       | 23 maggio 2003   | 25 luglio 2003   | 9       | Daniele Bossari con Giacomo Valenti |
| 8ª       | 31 marzo 2017    | 28 giugno 2017   | 5       | Alessandro Greco con Gigi e Ross    |

## Puntate

### Edizione 1997 (maggio-giugno)
Sono andate in onda 6 puntate.
| Puntata | Messa in onda  | Squadra degli uomini                                                                       | Squadra delle donne                                                                              | Ospiti                                                                        | Telespettatori | Share  | Fonti         |
| ------- | -------------- | ------------------------------------------------------------------------------------------ | ------------------------------------------------------------------------------------------------ | ----------------------------------------------------------------------------- | -------------- | ------ | ------------- |
| 1       | 16 maggio 1997 | Fabrizio Frizzi Teo Teocoli Carlo Conti Giorgio Panariello Marino Bartoletti Luca Laurenti | Antonella Elia Martina Colombari Elenoire Casalegno Sabrina Salerno Alessia Merz Raffaella Carrà | The Wallflowers Pooh Ivana Spagna Dirotta su Cuba Rocky Roberts               | 4 916 000      | 21,74% | [ 3 ] [ 6 ]   |
| 2       | 23 maggio 1997 | Gigi Sabani Massimo Giletti Martufello Giorgio Panariello                                  | Mara Venier Federica Moro Sabrina Salerno Afef Vanessa Gravina Elenoire Casalegno                | Biagio Antonacci I Cugini di Campagna Marina Rei Alan Sorrenti Ophélie Winter | 4 904 000      | 21,46% | [ 7 ] [ 8 ]   |
| 3       | 30 maggio 1997 | Stefano Masciarelli Rodolfo Laganà Mino Reitano Bernie Cherubini Jocelyn Tiberio Timperi   | Rita Forte Antonella Clerici Sabrina Ferilli Randi Ingerman Giannina Facio Licia Colò            | Francesco Baccini Silvia Salemi Alex Baroni Supertramp                        | 4 412 000      | 20,63% | [ 9 ] [ 10 ]  |
| 4       | 6 giugno 1997  |                                                                                            |                                                                                                  |                                                                               |                |        |               |
| 5       | 13 giugno 1997 | Massimo Boldi Manlio Dovì Giuliano Gemma Francesco Paolantoni Tiberio Timperi Little Tony  | Mara Venier Luana Colussi Barbara De Rossi Eva Grimaldi Lorenza Mario Jo Squillo                 | Francesco Baccini Alex Baroni La Fuerteza Alan Sorrenti Ivana Spagna          | 4 799 000      | 25,51% | [ 11 ] [ 12 ] |
| 6       | 20 giugno 1997 |                                                                                            |                                                                                                  |                                                                               | 5 108 000      | 27,54% | [ 13 ]        |

### Edizione 1997 (agosto-novembre)
Sono andate in onda 7 puntate, di cui le ultime due sono state trasmesse a fine novembre dopo una pausa di quasi due mesi.
| Puntata                | Messa in onda     | Squadra degli uomini | Squadra delle donne | Ospiti                                                           | Telespettatori | Share  | Fonti         |
| ---------------------- | ----------------- | --- | --- | ---------------------------------------------------------------- | -------------- | ------ | ------------- |
| 1                      | 31 agosto 1997    | Massimo Ciavarro Carlo Conti Mario Cipollini Nino Frassica Edoardo Vianello Giuseppe Signori                                   | Corinne Cléry Stefania Sandrelli Luana Colussi Randi Ingerman Viviana Natale Natasha Stefanenko                                        | Riccardo Cocciante Nek Samuele Bersani Smoke City                |                |        | [ 14 ]        |
| 2                      | 7 settembre 1997  | Giancarlo Magalli Remo Girone Max Biaggi Leo Gullotta Little Tony Gigi Sabani                                                  | Alba Parietti Barbara D'Urso Randi Ingerman Heather Parisi Maria Teresa Ruta Simona Ventura                                            | Niccolò Fabi Michele Us3 I ragazzi di Macao                      | 4 018 000      | 23,25% | [ 15 ] [ 16 ] |
| 3                      | 14 settembre 1997 | Mauro Marino Marco Marzocca Francesco Paolantoni Tiberio Timperi Gianmarco Tognazzi Lello Arena                                | Gaia De Laurentiis Fiordaliso Cecilia Luci Simonetta Martone Wendy Windham Edwige Fenech                                               | Lisa Stansfield Francesca Alotta Patrick Hernandez               |                |        | [ 17 ]        |
| 4 Deputati vs Senatori | 19 settembre 1997 | Valdo Spini Massimo Mauro Maurizio Gasparri Domenico Comino Alfonso Pecoraro Scanio Vittorio Sgarbi Mino Reitano (caposquadra) | Cristina Matranga Stefania Prestigiacomo Carla Mazzuca Daniela Santandrea Marida Dentamaro Luisa Calimani Heather Parisi (caposquadra) | Matia Bazar Maurizio Vandelli Tawa                               | 4 248 000      | 19,97% | [ 18 ] [ 19 ] |
| -                      | 26 settembre 1997 | Jerry Calà Massimo Giletti Fabio Testi Giobbe Covatta Nino D'Angelo Trettré                                                    | Rita Pavone Martina Colombari Eva Grimaldi Alessia Merz Federica Panicucci Syria                                                       | Tullio De Piscopo Azúcar Moreno Ricchi e Poveri Mango Simone Jay | –              | –      | [ 22 ]        |
| 5                      | 3 ottobre 1997    | Nino Frassica Mino Reitano Francesco Giorgino Enrico Silvestrin Paolo Brosio Pierluigi Diaco                                   | Alba Parietti Wendy Windham Mara Venier Elenoire Casalegno Brigitte Nielsen Manuela Villa                                              | Nek Stadio Marina Rei                                            | 4 407 000      | 19,02% | [ 23 ] [ 24 ] |
| 6                      | 21 novembre 1997  | | |                                                                  |                |        |               |
| 7                      | 28 novembre 1997  | | |                                                                  | 4 205 000      |        | [ 25 ]        |

### Edizione 1997-1998
Sono andate in onda 14 puntate oltre a due speciali di fine stagione chiamati SuperFurore.
| Puntata                                 | Messa in onda    | Squadra degli uomini                                                                    | Squadra delle donne                                                                  | Ospiti                                            | Telespettatori | Share  | Fonti         |
| --------------------------------------- | ---------------- | --------------------------------------------------------------------------------------- | ------------------------------------------------------------------------------------ | ------------------------------------------------- | -------------- | ------ | ------------- |
| 1                                       | 26 dicembre 1997 |                                                                                         |                                                                                      |                                                   |                |        |               |
| 2                                       | 2 gennaio 1998   |                                                                                         |                                                                                      |                                                   | 4 879 000      | 20,28% | [ 27 ]        |
| 3 Sudisti vs Nordiste                   | 9 gennaio 1998   | Nino Frassica Biagio Izzo Stefano Sarcinelli Francesco Paolantoni Gigi Sabani           | Serena Grandi Alessia Merz Beatrice Bocci Elisabetta Ferracini Luana Colussi         | Fiorella Mannoia Michele Zarrillo Maria Nazionale | 4 944 000      | 19,62% | [ 28 ] [ 29 ] |
| 4 Nordisti vs Sudiste                   | 16 gennaio 1998  | Fabio Testi Carlo Conti Guido Nicheli Marco Pantani Vittorio Sgarbi                     | Marisa Laurito Ramona Dell'Abate Barbara D'Urso Heather Parisi Manuela Villa         | Pooh                                              | 5 224 000      | 21,75% | [ 30 ] [ 31 ] |
| 5 Attori vs Attrici                     | 23 gennaio 1998  | Massimo Ciavarro Giobbe Covatta Giuliano Gemma Mino Reitano Francesco Salvi             | Giada Desideri Giuliana De Sio Natasha Hovey Marina Suma Alba Parietti               | Antonello Venditti                                | 5 010 000      | 20,19% | [ 31 ] [ 32 ] |
| 6 Brutti vs Belle                       | 30 gennaio 1998  | Gemelli Ruggeri Aldo Biscardi Giucas Casella Andy Luotto Sergio Vastano                 | Roberta Capua Nadège Martina Colombari Cannelle Randi Ingerman                       | Al Bano Samuele Bersani Irene Grandi              | 5 335 000      | 21,74% | [ 33 ] [ 34 ] |
| 7 Sportivi vs Sportive                  | 6 febbraio 1998  | Ivan Capelli Loris Capirossi Jury Chechi Carlton Myers Franco Porzio                    | Sandra Cecchini Josefa Idem Carolina Morace Paola Pezzo Giovanna Trillini            | Mango Bobby Solo Gigi D'Alessio                   | 4 898 000      | 19,63% | [ 35 ] [ 36 ] |
| 8 Coppie celebri                        | 13 febbraio 1998 | Gianni Brezza Andrea Roncato Ugo Pagliai Enzo Paolo Turchi Francesco Paolantoni         | Loretta Goggi Stefania Orlando Paola Gassman Carmen Russo Paola Cannatello           | Gino Paoli                                        | 5 416 000      | 22,86% | [ 37 ] [ 38 ] |
| 9 Italiani vs Straniere                 | 20 febbraio 1998 | Jerry Calà Massimo Ciavarro Gian Piero Galeazzi Gigi Sammarchi Tiberio Timperi          | Amanda Lear Ramona Badescu Corinne Cléry Brigitte Nielsen Wendy Windham              | Antonella Ruggiero Dik Dik Franco Ricciardi       | 4 825 000      | 20,65% | [ 39 ] [ 40 ] |
| 10 Stranieri vs Italiane                | 6 marzo 1998     | Pierre Cosso Don Lurio Lorenzo Flaherty Mal Idris                                       | Enrica Bonaccorti Dodi Conti Antonella Elia Anna Valle Alba Parietti                 | Roberto Vecchioni Riccardo Fogli Neri per Caso    | 4 413 000      | 18,84% | [ 41 ] [ 42 ] |
| 11 Conduttori vs Conduttrici            | 13 marzo 1998    | Giancarlo Magalli Marco Balestri Gian Piero Galeazzi Gianni Mazza Umberto Smaila        | Barbara D'Urso Gabriella Carlucci Paola Ferrari Susanna Messaggio Paola Saluzzi      | Michele Paola Turci Tullio De Piscopo             | 4 521 000      |        | [ 43 ] [ 44 ] |
| 12 Figli d'arte vs Figlie d'arte        | 20 marzo 1998    | Massimo Modugno Gianluca Guidi Giampiero Ingrassia Claudio Simonetti Francesco Venditti | Mita Medici Fiamma Izzo Gea Lionello Ambra Orfei Manuela Villa                       | Peppino di Capri Orietta Berti Taglia 42          |                |        | [ 45 ]        |
| 13 Cantanti                             | 27 marzo 1998    | Toto Cutugno Little Tony Gianni Nazzaro Adriano Pappalardo Pupo                         | Amanda Lear Francesca Alotta Angela Brambati Rita Pavone Donatella Rettore           | Maurizio Vandelli Ida Rendano Little Tony         | 4 734 000      | 19,39% | [ 46 ] [ 47 ] |
| 14 Giornalisti vs Giornaliste           | 3 aprile 1998    | Everardo Dalla Noce Gianfranco Agus Massimo Caputi Emilio Carelli Stefano Ziantoni      | Cesara Buonamici Adele Ammendola Maria Grazia Capulli Marina Sbardella Monica Vanali | Pooh                                              | 4 491 000      | 17,82% | [ 48 ] [ 49 ] |
| SuperFurore (dal Pala Argine di Napoli) | 17 aprile 1998   | –                                                                                       | –                                                                                    | Gianni Morandi                                    | 5 329 000      | 22,47% | [ 50 ]        |
| SuperFurore (dal Pala Argine di Napoli) | 24 aprile 1998   | Fabrizio Frizzi Al Bano Giancarlo Fisichella Gigi Sabani Francesco Paolantoni           | Romina Power Ramona Dell'Abate Roberta Capua Simonetta Martone Susanna Messaggio     | Renato Zero Al Bano                               |                |        | [ 51 ]        |

### Edizione 1999
Sono andate in onda 12 puntate oltre a due speciali di inizio stagione chiamati SuperFurore ed uno di fine stagione chiamato Il Furore dell'Estate. La puntata del 19 febbraio 1999 Suore vs Preti è la più vista in assoluto.
| Puntata                                                | Messa in onda    | Squadra degli uomini                                                                             | Squadra delle donne                                                                               | Ospiti                                     | Telespettatori | Share  | Fonti         |
| ------------------------------------------------------ | ---------------- | ------------------------------------------------------------------------------------------------ | ------------------------------------------------------------------------------------------------- | ------------------------------------------ | -------------- | ------ | ------------- |
| Dalla neve con Furore (dal PalaPiemonte del Sestriere) | 1º gennaio 1999  | Michele Cucuzza Gustav Thöni Martufello Mario Zamma Antonio Rossi                                | Nathalie Caldonazzo Corinne Cléry Luana Ravegnini Federica Moro Heather Parisi                    |                                            | 3 922 000      | 18,25% | [ 54 ] [ 55 ] |
| Dalla neve con Furore (dal PalaPiemonte del Sestriere) | 8 gennaio 1999   | Adriano Pappalardo Pupo Lorenzo Flaherty Gianni Mazza Bebo Storti                                | Eva Grimaldi Debora Caprioglio Ela Weber Valentina Pace Laura Freddi                              | Biagio Antonacci Alex Britti Amedeo Minghi |                |        | [ 56 ]        |
| 1                                                      | 15 gennaio 1999  | Christian De Sica Gabriel Garko Everardo Dalla Noce Marco Balestri Andy Luotto                   | Rita dalla Chiesa Pamela Prati Alessia Merz Kay Rush Paola Saluzzi                                | Zucchero                                   |                |        | [ 57 ]        |
| 2                                                      | 22 gennaio 1999  | Amadeus Raffaele Paganini Walter Santillo Peppe Quintale Gabriel Garko                           | Luisa Corna Brigitte Nielsen Melba Ruffo Lorenza Mario Giada Bertini                              | 883                                        |                |        | [ 58 ]        |
| 3                                                      | 29 gennaio 1999  | Amadeus Giorgio Panariello Tony Corallo Lorenzo Crespi Riccardo Fogli                            | Alba Parietti Antonella Elia Yvonne Sciò Luana Ravegnini Cinzia De Ponti                          | Stadio                                     |                |        | [ 59 ]        |
| 4                                                      | 5 febbraio 1999  | Vincenzo Salemme Raffaele Paganini Carlo Buccirosso Augusto Lombardi Francesco Casale            | Anna Falchi Jo Champa Manuela Arcuri Gabriella Labate Eliana Miglio                               | Michele Zarrillo                           |                |        | [ 60 ]        |
| 5 Mariti vs Mogli                                      | 12 febbraio 1999 | Christian De Sica Carlo Ripa di Meana Emilio Fede Giorgio Mastrota Enrico Silvestrin             | Silvia Verdone Marina Ripa di Meana Ambra Angiolini Luisa Corna Beatrice Bocci                    | Fiorella Mannoia                           |                |        | [ 61 ]        |
| 6 Preti vs Suore                                       | 19 febbraio 1999 | don Antonio Mazzi don Felice Riva don Cesare Riva padre Maurizio De Sanctis frate Cesare Bonizzi | suor Paola suor Cristina Damonte suor Maria Pina Annunziata suor Paola Gabriele Francesca Picollo |                                            | 6 807 000      | 26,53% | [ 62 ] [ 63 ] |
| 7                                                      | 5 marzo 1999     | Al Bano Alex Britti Albertino Corrado Tedeschi Enrico Mutti                                      | Debora Caprioglio Wendy Windham Martina Colombari Luana Colussi Federica Panicucci                |                                            | 6 169 000      | 24,64% | [ 64 ] [ 65 ] |
| 8                                                      | 12 marzo 1999    | Fabrizio Frizzi Massimo Ceccherini Alessandro Paci Paolo Conticini Marco Predolin                | Romina Power Melba Ruffo Antonella Clerici Demetra Hampton Adriana Volpe                          | Anna Oxa Ultra                             | 6 658 000      | 26,13% | [ 66 ] [ 67 ] |
| 9                                                      | 19 marzo 1999    | Stefano Nosei Tiberio Timperi Graziano Salvadori Peppe Quintale Amadeus                          | Ambra Angiolini Anna Falchi Ela Weber Lorenza Mario Anna Ammirati                                 | Down Low                                   | 5 489 000      | 23,86% | [ 68 ] [ 69 ] |
| 10 Ragazzi vs Ragazze                                  | 2 aprile 1999    | Lino Banfi Adriano Pantaleo Michael Cadeddu Ciro Esposito Robert Iaboni                          | Orietta Berti Margot Sikabonyi Carlotta Aggravi Eleonora Di Ruscio Carmela Pecoraro               | Gianluca Grignani                          | 3 296 000      | 14,85% | [ 70 ] [ 71 ] |
| 11                                                     | 9 aprile 1999    | Gianni Mazza Amadeus Giobbe Covatta Gigi Sammarchi Andrea Roncato                                | Afef Jnifen Nathalie Caldonazzo Samantha de Grenet Anna Pettinelli Monica Leofreddi               | Gianna Nannini Sottotono                   | 3 884 000      | 15,44% | [ 72 ] [ 73 ] |
| 12                                                     | 16 aprile 1999   |                                                                                                  |                                                                                                   |                                            | 4 602 000      | 17,75% | [ 74 ]        |
| Il Furore dell'Estate                                  | 4 giugno 1999    | Amadeus Tiberio Timperi Linus Gabriel Garko Mario Parodi                                         | Valeria Marini Lucrezia Lante della Rovere Laura Freddi Tamara Donà Manuela Arcuri                | Ricky Martin                               | 4 563 000      | 21,56% | [ 75 ] [ 76 ] |

### Edizione 2000
Sono andate in onda 14 puntate in due serie: la prima di 12 puntate da gennaio ad aprile e la seconda di due puntate da maggio a giugno.
| Puntata                       | Messa in onda    | Squadra degli uomini                                                               | Squadra delle donne                                                                   | Ospiti                                | Telespettatori | Share  | Fonti         |
| ----------------------------- | ---------------- | ---------------------------------------------------------------------------------- | ------------------------------------------------------------------------------------- | ------------------------------------- | -------------- | ------ | ------------- |
| 1                             | 21 gennaio 2000  | Bud Spencer Giobbe Covatta Marco Bonini                                            | Anna Falchi Ela Weber Natalia Estrada                                                 | Pooh                                  | 5 403 000      | 20,66% | [ 1 ] [ 78 ]  |
| 2                             | 28 gennaio 2000  |                                                                                    | Anna Galiena Romina Mondello Lucrezia Lante della Rovere Eleonora Ivone Claudia Ruffo |                                       | 4 281 000      | 16,39% | [ 79 ] [ 80 ] |
| 3 Guaglioni vs Bellissime     | 4 febbraio 2000  | Francesco Paolantoni Nino D'Angelo Enzo Decaro Patrizio Rispo Gigi D'Alessio       | Martina Colombari Manuela Arcuri Luana Ravegnini Milena Salvemini Youma               | 883                                   | 5 032 000      | 18,97% | [ 81 ] [ 82 ] |
| 4 Coppie celebri              | 11 febbraio 2000 | Ringo Francesco Paolantoni Ricky Tognazzi Mario Fargetta Alessandro Bertolucci     | Elenoire Casalegno Paola Cannatello Simona Izzo Federica Panicucci Valentina Pace     | 360 Gradi                             | 4 984 000      | 19,26% | [ 83 ] [ 84 ] |
| 5 Supermen vs Wonderwomen     | 18 febbraio 2000 | Emilio Fede Lorenzo Crespi Enrico Brignano Roberto Farnesi Fabio Izzo              | Veronica Pivetti Victoria Silvstedt Ellen Hidding Michela Bruni                       | Lùnapop Sierra Maestra Sergent Garcia | 5 021 000      | 19,03% | [ 85 ] [ 86 ] |
| 6                             | 3 marzo 2000     | Raffaele Paganini Maurizio Aiello Marco Bonini Enrico Brignano Gabriel Garko       | Randi Ingerman Laura Freddi Nathalie Caldonazzo Matilde Brandi Tosca D'Aquino         | Aqua                                  | 4 060 000      | 15,57% | [ 87 ] [ 88 ] |
| 7                             | 10 marzo 2000    | Pippo Franco Giobbe Covatta Stefano Sarcinelli Albertino Satya Oblet               | Ambra Angiolini Matilde Brandi Elena Russo Vanessa Incontrada Manuela Arcuri          | Enrique Iglesias                      | 4 112 000      | 16,69% | [ 89 ] [ 90 ] |
| 8                             | 17 marzo 2000    | Fabrizio Frizzi Massimo Giletti Giorgio Mastrota Walter Santillo Martin Amondarain | Romina Power Platinette Nathalie Caldonazzo Camila Raznovich Michela Bruni            |                                       | 4 211 000      | 17,72% | [ 91 ] [ 92 ] |
| 9                             | 24 marzo 2000    |                                                                                    |                                                                                       |                                       | 4 000 000      | 15,93% | [ 93 ]        |
| 10                            | 31 marzo 2000    | Pippo Franco Paolo Brosio Peppe Quintale Sergio Vastano Gigi Rizzi                 | Roberta Capua Jennifer Driver Youma Bianca Guaccero Michela Bruni                     | Matia Bazar Carmen Consoli Kelis      | 3 715 000      |        | [ 94 ] [ 95 ] |
| 11                            | 7 aprile 2000    | Al Bano Mikael Kenta Albertino Linus Mario Fargetta                                | Adriana Volpe Flavia Vento Anna Falchi Natalie Kriz Paoletta                          | Al Bano Jarabe de Palo                |                |        | [ 96 ]        |
| 12 Personaggi de Il Bagaglino | 28 aprile 2000   | Pippo Franco Oreste Lionello Martufello Manlio Dovì Mario Zamma                    | Pamela Prati Nathalie Caldonazzo Lorenza Mario Milena Miconi Eva Grimaldi             | Orishas Neja                          | 3 917 000      | 15,27% | [ 97 ] [ 98 ] |
| 13                            | 31 maggio 2000   | Emilio Fede Massimo Giletti Manlio Dovì Giorgio Comaschi Graziano Salvadori        | Anna Falchi Nina Morić Viviana Greco Francesca Schiavo Eleonora Di Miele              | Mietta Sasha                          |                |        | [ 99 ]        |
| 14                            | 7 giugno 2000    | Fabrizio Maffei Tiberio Timperi Enrico Silvestrin Walter Nudo Franklin Santana     | Natasha Stefanenko Flavia Vento Milena Miconi Natalie Kriz Filippa Lagerbäck          | Gabrielle Enrico Sognato              |                |        | [ 100 ]       |

### Edizione 2001
Sono andate in onda 9 puntate in due serie: la prima ad aprile di due puntate e la seconda da giugno ad agosto di sette puntate. L'ultima puntata ha raccolto il meglio di questa edizione.
| Puntata             | Messa in onda  | Squadra degli uomini                                                           | Squadra delle donne                                                                   | Ospiti                   | Telespettatori | Share  | Fonti           |
| ------------------- | -------------- | ------------------------------------------------------------------------------ | ------------------------------------------------------------------------------------- | ------------------------ | -------------- | ------ | --------------- |
| 1                   | 17 aprile 2001 | Massimo Boldi Fichi D'India Tiberio Timperi Gabriel Garko                      | Alba Parietti Matilde Brandi Tamara Donà Stefania Palmisano                           |                          | 2 936 000      | 12,14% | [ 2 ] [ 102 ]   |
| 2                   | 24 aprile 2001 | Fabrizio Frizzi Maurizio Mattioli                                              | Federica Panicucci Eva Grimaldi Valentina Pace Barbara Chiappini                      | Alex Britti              | 3 040 000      |        | [ 103 ] [ 104 ] |
| 3                   | 15 giugno 2001 | Max Parodi Marco Balestri Giobbe Covatta Marcello Cirillo Francesco Paolantoni | Ambra Angiolini Rosita Celentano Nathalie Caldonazzo Beatrice Bocci Cristina Plevani  | Alexia Anna Oxa          | 3 310 000      | 15,85% | [ 105 ] [ 106 ] |
| 4                   | 22 giugno 2001 | Antonio Rossi Cesare Cadeo Tullio Solenghi Giorgio Mastrota Max Novaresi       | Benedetta Massola Ambra Angiolini Pamela Prati Federica Panicucci Donatella Pompadour | Michele Zarrillo La Crus | 3 320 000      | 17,03% | [ 107 ] [ 108 ] |
| 5                   | 6 luglio 2001  | Fabrizio Frizzi Franco Oppini Umberto Smaila Walter Nudo Marco Balestri        | Samantha de Grenet Maria Mazza Milena Miconi Justine Mattera Kartika Luyet            | Paola & Chiara           | 2 866 000      | 16,98% | [ 109 ] [ 110 ] |
| 6                   | 13 luglio 2001 |                                                                                | Éva Henger Pamela Prati Nina Soldano Tosca D'Aquino Barbara Livi                      | Anggun Neffa             | 2 833 000      | 16,39% | [ 111 ] [ 112 ] |
| -                   | 20 luglio 2001 |                                                                                |                                                                                       | Irene Grandi Lollipop    | –              | –      | [ 115 ]         |
| 7                   | 27 luglio 2001 |                                                                                |                                                                                       | Jarabe De Palo           | 2 657 000      | 16,29% | [ 116 ]         |
| 8                   | 3 agosto 2001  |                                                                                |                                                                                       |                          | 2 392 000      | 15,00% | [ 117 ]         |
| 9                   | 10 agosto 2001 | Marco Bonini Max Novaresi Paolo Fox Marco Predolin Gaetano Gennai              | Arianna David Samantha de Grenet Simona Izzo Lorena Forteza Alessandra Monti          | Lisa Stansfield          | 2 297 000      | 16,73% | [ 118 ] [ 119 ] |
| Il meglio di Furore | 17 agosto 2001 |                                                                                |                                                                                       |                          | 1 984 000      | 13,61% | [ 120 ]         |

### Edizione 2003
Sono andate in onda 8 puntate. L'ultima puntata ha raccolto il meglio di questa edizione. Da questa edizione la conduzione passa a Daniele Bossari e Giacomo Valenti.
| Puntata   | Messa in onda  | Squadra degli uomini                                                              | Squadra delle donne                                                               | Ospiti                          | Telespettatori | Share  | Fonti           |
| --------- | -------------- | --------------------------------------------------------------------------------- | --------------------------------------------------------------------------------- | ------------------------------- | -------------- | ------ | --------------- |
| 1         | 23 maggio 2003 | Carlo Conti Enrico Brignano Massimo Wertmüller Adriano Pappalardo Fabrizio Rocca  | Simona Ventura Nina Morić Emanuela Folliero Matilde Brandi Moran Atias            | Syria Le Vibrazioni             | 2 497 000      | 10,41% | [ 4 ] [ 122 ]   |
| 2         | 30 maggio 2003 | Giampiero Mughini Antonio Casanova Francesco Salvi Sergio Friscia                 | Heather Parisi Samantha de Grenet Licia Colò Giulia Montanarini Luciana Francioli | Palast Orchester Mario Venuti   |                |        | [ 123 ]         |
| 3         | 6 giugno 2003  | Tiberio Timperi Massimo Giletti Giorgio Mastrota Walter Nudo                      | Amanda Lear Paola Perego Selen Luana Ravegnini Eleonora Daniele                   | Irene Grandi Edoardo Bennato    | 2 913 000      | 13,83% | [ 124 ] [ 125 ] |
| 4         | 13 giugno 2003 | Emilio Fede Adriano Pappalardo Marcus Schenkenberg Mauro Marino Al Bano           | Federica Panicucci Ilaria Spada Ela Weber Elisabetta Ferracini Eleonora Di Miele  | Eiffel 65                       | 2 431 000      | 13,80% | [ 126 ] [ 127 ] |
| 5         | 20 giugno 2003 | Tullio Solenghi Marco Mazzocchi Giorgio Mastrota Giacomo Battaglia Luigi Miseferi | Alba Parietti Valentina Pace Mascia Ferri Nathalie Caldonazzo Antonella Mosetti   | Earth, Wind & Fire B-nario      | 1 871 000      | 10,10% | [ 128 ] [ 129 ] |
| 6         | 27 giugno 2003 | Pupo Alessandro Di Carlo Paolo Fox Marco Balestri Patrizio Rispo                  | Pamela Prati Linda Batista Milena Salvemini Ela Weber Stefania Orlando            | Niccolò Fabi Alexia Moony       | 2 119 000      | 12,35% | [ 130 ] [ 131 ] |
| 7         | 4 luglio 2003  | Giorgio Mastrota Sergio Friscia Raffaele Paganini Paolo Calissano Max Pisu        | Natasha Stefanenko Elenoire Casalegno Lucia Ocone Marina La Rosa Maria Mazza      | Flaminio Maphia Gemelli DiVersi | 2 629 000      | 14,43% | [ 132 ] [ 133 ] |
| 8         | 11 luglio 2003 | Antonio Socci Amadeus Giorgio Comaschi Cristiano Malgioglio Massimo Lopez         | Antonella Clerici Patrizia De Blanck Flavia Vento Lorella Cuccarini Nadia Rinaldi | Tiziano Ferro Giuni Russo       | 2 333 000      | 14,09% | [ 134 ]         |
| Il meglio | 25 luglio 2003 |                                                                                   |                                                                                   |                                 | 1 766 000      | 11,02% | [ 135 ]         |

### Edizione 2017 -Furore 20 years
Sono andate in onda 4 puntate. Successivamente, è andata in onda una puntata speciale di fine stagione, dal titolo Furore Summer.
| Puntata       | Messa in onda  | Squadra degli uomini                                                                 | Squadra delle donne                                                                | Ospiti                                | Telespettatori | Share | Fonti           |
| ------------- | -------------- | ------------------------------------------------------------------------------------ | ---------------------------------------------------------------------------------- | ------------------------------------- | -------------- | ----- | --------------- |
| 1             | 31 marzo 2017  | Max Giusti Simone Di Matteo Francesco Arca Fabio De Vivo Mirco Bergamasco            | Pamela Prati Licia Colò Tina Cipollari Francesca Piccinini Mariana Rodríguez       | Alexia Sandy Marton                   | 1 910 000      | 8,11% | [ 136 ] [ 138 ] |
| 2             | 7 aprile 2017  | Paolo Conticini Alessandro Di Sarno Aldo Montano Flavio Montrucchio Ricky Tognazzi   | Valeria Marini Simona Izzo Giorgia Palmas Giulia Salemi Melissa Satta              | Donatella Rettore Zero Assoluto       | 1 646 000      | 7,69% | [ 139 ] [ 140 ] |
| 3             | 16 aprile 2017 | Biagio Izzo Filippo Magnini Guillermo Mariotto Giorgio Mastrota Gabriele Rossi       | Laura Barriales Elenoire Casalegno Anna Falchi Platinette Aída Yéspica             | Valeria Rossi Adriano Pappalardo      | 1 406 000      | 6,68% | [ 141 ] [ 142 ] |
| 4             | 21 aprile 2017 | Cesare Cadeo Francesco Facchinetti Andrea Montovoli Flavio Montrucchio DJ Ringo      | Rossella Brescia Roberta Capua Vladimir Luxuria Costanza Caracciolo Raffaella Fico | Ivan Cattaneo Antonio Mezzancella     | 1 478 000      | 6,68% | [ 137 ] [ 143 ] |
| Furore Summer | 28 giugno 2017 | Massimiliano Rosolino Sergio Friscia Alex Belli Francesco Arca Francesco Facchinetti | Juliana Moreira Eleonora Pedron Raffaella Fico Melissa Satta Vladimir Luxuria      | Ivana Spagna Las Ketchup Luca Dirisio | 1 199 000      | 6,23% | [ 144 ] [ 145 ] |

## Controversie
- Nel giugno 1997 Gerry Scotti accusò Furore di essere una copia de Il Quizzone,[146] programma di cui era conduttore, mentre Japino, regista della trasmissione di Rai 2 replicò affermando che Scotti era in cerca di pubblicità.[147]
- In occasione della puntata del 12 marzo 1999 il Moige criticò aspramente il linguaggio volgare di Massimo Ceccherini,[148] che durante la puntata venne più volte redarguito dal conduttore Alessandro Greco.[149]
- In occasione della puntata del 28 aprile 2000 riservata ai personaggi de Il Bagaglino (la compagnia di varietà che collabora da anni con Mediaset), molti volti Rai dell'epoca protestarono sentendosi poco valorizzati dal servizio pubblico a vantaggio di persone in forza alla concorrenza.[150]

## Curiosità
- Nel 2007 il reality show di Rai 2 La sposa perfetta condotto da Cesare Cadeo e Roberta Lanfranchi (nelle vesti di concorrente), ha rievocato il programma in occasione di una sfida tra i concorrenti dello stesso, esattamente nel decennale di Furore.
- Nel 2021 la trasmissione di Rai 2 Quelli che..., con ospite Alessandro Greco, ha rievocato il programma con una sfida tra i conduttori e parte del cast della trasmissione.